# 森浩美
森 浩美（もり ひろみ）は、日本の作詞家、小説家。男性。SMAPなどのアイドルグループの曲を多く手掛けている。
作家・脚本家としても盛んに活動している。

## 経歴
『巨人の星』に憧れて少年野球を始め、少年時代は野球に没頭する。その頃からの熱烈な巨人ファンぶりは大人になっても続いているという。高校2年生の時にワシントンから来たホームステイを受け入れた経験や、大学受験を失敗したことを契機に自らもロサンゼルスへ1年留学する。帰国後、仲が良い友人が放送作家の奥山侊伸に弟子入りするというのについていき、自らも放送作家として仕事を開始するが、その後2,3年で仕事に迷いが生じたことと両親に仕事の内容が説明しづらかったことから、自分1人で名前が出る仕事が何かを考えた末、1983年に作詞家に転向する。3年続けて売れなければ辞めるつもりだったが、1986年、荻野目洋子のシングル『Dance Beatは夜明けまで』が初登場4位を記録。その後森川由加里の『SHOW ME』や田原俊彦の『抱きしめてTONIGHT』などのヒットが続き、作詞家としての道が開ける。
作詞業の他、ミュージカル脚本の執筆や広告代理店の新人研修の講師を務めるようになる。1990年代以降は企画の仕事にも多く携わっており、菓子メーカーのロッテからは新しいお菓子の企画を頼まれ、新入社員と共にビックリマンシリーズの「運の王様」を2年で全国発売させた。その他、講談社でドッジボールをテーマとした作品連載の原作を依頼され、全国統一のルールが無いことを知ったことをきっかけに自らが発起人として「日本ドッジボール協会」の設立に参加し、副理事長の立場でルール作成や普及活動に勤しむ。

## 作詞家としての活動

### 代表作
- AAA
  - Get or Lose
- A.B.C-Z
  - 君じゃなきゃだめなんだ
  - ヒリヒリさせて
- BEYOND
  - 遥かなる夢に〜Far away
  - くちびるを奪いたい
  - PARADISE
- FAIRY FORE
  - ジェット
- KinKi Kids
  - ひとりじゃない
  - FRIENDS
  - 愛されるより 愛したい
- MAX
  - Shinin' on - Shinin' love
  - Love impact
  - always love
- MIE
  - ブレイク・モーション
- MISSION
  - 素肌の季節
- SMAP
  - Can't Stop!! -LOVING-
  - KISS OF FIRE
  - BEST FRIEND
  - 笑顔のゲンキ
  - ブラブラさせて
  - 雪が降ってきた
  - 100万の言葉
  - ずっと忘れない
  - はじめての夏
  - $10
  - オリジナル スマイル
  - Major
  - しようよ
  - はだかの王様 〜シブトクつよく〜
  - 青いイナズマ
  - SHAKE
  - ダイナマイト
  - BEST FRIEND
  - 君と僕の6ヶ月
  - ひと駅歩こう
  - SMAP MEDLEY
  - 泣いてごらん
  - ブラブラさせて
  - Major
  - Smac
  - KISS OF FIRE
  - 100万の言葉
  - まぁいいか
  - 突然の夏
  - 少し辛い永遠
  - 君が何かを企んでいても
  - 渋滞の楽しみ方
  - 僕の冷蔵庫
  - 歯が痛い
  - 君がいない
  - Alone in the Rain
  - お茶でもどうかな?
  - EAO
  - Relax
  - バタフライ
  - Life Walker
- 20th Century
  - Running to the top
- 石川さゆり
  - 一瞬の炎
  - 抱きしめてサンバ
- 荻野目洋子
  - Dance Beatは夜明けまで
  - ヴィーナス(訳詞)
- 浅香唯
  - DREAM POWER
  - 10月のクリスマス
- 川越美和
  - 風のような気持ち
  - 雨都物語 〜RAINY TOWN STORY〜
- KAN
  - SPUNKY DANCE −賑やかな週末−
  - 悲しきGRADUATION
- 岸田智史
  - Try Again
- キーヤキッス
  - Lucky Girlでいこう
  - だめじゃん
  - スタンダード
- 近藤真彦
  - いいかげん
  - 気ままにWALKIN'
- 香坂みゆき
  - 25時の週末
- 郷ひろみ
  - なかったコトにして
- サーカス
  - May-Be Tomorrow
- 酒井法子
  - ワガママ・シンドローム
  - ノ・レ・な・いTeen-age
  - 夢冒険
  - ハートの中のプリズム
  - 1億のスマイル － PLEASE YOUR SMILE －
  - HAPPY AGAIN
  - ホンキをだして
  - かわらないでね
  - アクティブ・ハート
  - 雨粒はやさしくて
- C-C-B
  - 毎晩、悪夢が落ちてくる
- シブがき隊
  - 君を忘れない
- 島谷ひとみ
  - 明日と今日のあいだ
- ジャニーズJr.
  - アラシは吹きやまない
  - 今日
- 少年隊
  - じれったいね
  - 続・じれったいね(海外版)
  - 愛の手紙
  - Knock my Soul
- 鈴木雄大 & Dream Park Kids Project
  - Dream Park 〜野球場へゆこう〜
- 田原俊彦
  - 抱きしめてTONIGHT
- チェキッ娘
  - 海へ行こう 〜Love Beach Love〜
- 知念里奈
  - Wing
  - Road
  - Hard Rain
  - Home 〜なつかしい窓〜
  - Lovers 〜純愛〜
  - Lost Word
  - Moonlight 〜満ちてく気持ち〜
  - Be yourself
  - Heart of voice
  - Reset
  - Love you close
- 中森明菜
  - とまどい
- 長与千種
  - イッキにRock'n Roll
  - 100カラットの瞳
- 林田健司
  - Jealousy In Love
  - Heart Of Gold
  - Crazy Funky Down
  - 紅いマボロシ
- 早見優
  - ハートは戻らない
  - BEAT LOVER
- 光GENJI
  - CO CO RO
  - WINNING RUN
- V6
  - Ride on Love
- ブラックビスケッツ（すべてボーカル・ビビアンスーとの共同制作）
  - STAMINA
  - Timing
  - Relax
  - Bye-Bye
- 三浦大地（現：三浦大知）
  - Big heart〜ミクロマンのテーマ〜
- 水野愛日
  - パレード
  - きらきら
  - マケルモンカ
  - JOY
- 観月ありさ
  - 朝陽のあたる橋
  - ヒトミノチカラ
- 森川由加里
  - SHOW ME
- 森口博子
  - 星になった恋
  - Smile Again
  - FREEZE
  - You -愛しい、人-
  - 上級生
  - じゃあ
- 吉田栄作
  - V -ビクトリー-
  - HARD LUCK DAY
  - 陽の当たる場所へ
- 和田アキ子
  - 河 〜River〜

### 校歌
- 広島県神石高原町立神石高原中学校校歌 『ひかりのそのさきへ』（ザ・ニュースペーパーの福本ヒデと共作）[3]
- 帝京大学グループ『帝京大学グループソング －風の翼－』

## 作詞家以外の活動

### 演劇・朗読劇
- 1986年 ミュージカル「あたしは・・男」の脚本担当（三越劇場正月公演/主演：朝丘雪路/演出：津川雅彦）
- 1990年〜1995年 少年隊ミュージカル（青山劇場）の作詞担当。1993年は原作も担当。
- 2015年 朗読劇「表参道夜話」企画・脚本担当[4]。

### 作家活動
- 1988年 キャンディー（講談社）にてエッセイ連載
- 1998年 「推定恋愛」（朝日新聞社/講談社）
- 1998年 週刊朝日（朝日新聞社）にて「ヒット曲の真実」を連載
- 2001年 「恋愛検定講座」（ディスカヴァー・トゥエンティワン）
- 2002年 「恋愛検定豆講座」（ディスカヴァー・トゥエンティワン）
- 2002年 「君におやすみをいう前に」（ディスカヴァー・トゥエンティワン）
- 2002年 「もう一度きみにおやすみを」（ディスカヴァー・トゥエンティワン）
- 2002年 「推定恋愛two-years」（講談社）
- 2003年 「みてごらん 君の空」（講談社）
- 2003年 「キミの背中はキミが押せッ!」（KKベストセラーズ）
- 2004年 「みんなできるかな?」（講談社）
- 2004年 「森浩美のカクシコウザ」（ミュージッククリエイター）
- 2005年 「ぼくらはいつから約束しなければ会えないようになってしまったのだろう」(講談社)
- 2006年 「叱られ上手になりなさい」（光文社）
- 2006年 「家族の言い訳」（双葉社）
- 2007年 「こちらの事情」（双葉社）
- 2009年 「夏を拾いに」（双葉社）
- 2010年 「小さな理由」（双葉社）
- 2010年 「父親が息子に伝える17の大切なこと」（双葉社）
- 2010年 「ほのかなひかり」（角川書店）
- 2011年 「完全推定恋愛」（双葉社）
- 2011年 「家族の分け前」（双葉社）
- 2011年 「こころのつづき」（角川書店）
- 2012年 「家族ずっと」（双葉社）
- 2013年 「家族往来」（双葉社）
- 2014年 「ひとごと」（角川書店）

### 漫画原作
- 1990年 「爆風ドッジ」（講談社・コミックボンボン）
- 1995年 「はったりアクトレス」（講談社・少女フレンド）
- 1997年 「くらげ」（講談社・kiss）

### その他
- 1994年 ロッテの商品開発プロジェクトに参加。
- 日本ドッジボール協会 競技委員長→副理事長→理事長→最高顧問[1]→副会長[5]